# Discografia di Fabio Concato
Questa pagina contiene la discografia del cantautore Italiano Fabio Concato.

## Discografia

### Album in studio
- 1977 - Storie di sempre
- 1978 - Svendita totale
- 1979 - Zio Tom
- 1982 - Fabio Concato
- 1984 - Fabio Concato
- 1986 - Senza avvisare
- 1990 - Giannutri
- 1992 - In viaggio
- 1996 - Blu
- 1999 - Fabio Concato
- 2001 - Ballando con Chet Baker
- 2012 - Tutto qua
- 2016 - Non smetto di ascoltarti

### Live
- 2003 - Voilà

### Raccolte
- 1983 - A Dean Martin
- 1991 - Punto e virgola
- 1991 - Misto di poesia
- 1992 - Vita quotidiana
- 1994 - Scomporre e ricomporre
- 2003 - La storia 1978-2003
- 2007 - Oltre il giardino
- 2017 - Gigi
- 2021 - Musico ambulante (con 1 inedito)

### Singoli
- 1977 - A Dean Martin/Festa nera
- 1978 - P...come/Vito
- 1979 - Zio Tom/Clic
- 1982 - Domenica bestiale/Berlacca
- 1984 - Fiore di maggio/Cara Chiara
- 1988 - 051-222525/051-222525 versione jazz club di Franco D'Andrea
- 1990 - Speriamo che piova
- 1991 - Radici di terra/Himalaya (con Franco Mussida e Angelo Branduardi)
- 1992 - A Dean Martin/Rosalina
- 1993 - Il Caffettino Caldo/E' Festa/Provaci Tu/A Dean Martin
- 1997 - Un puntino
- 1999 - M'innamoro davvero
- 2003 - In trattoria (con Anna Oxa)
- 2020 - L'umarell
- 2021 - M'innamoro davvero - Versione Acustica
- 2021 - Domenica bestiale - Versione Acustica
- 2021 - L'aggeggino
- 2025 - Automobilisti (con Federico Stragà)

### Collaborazioni in album di altri artisti
- 1978 - Ufo Robot degli Actarus (cori)
- 1978 - Shooting star degli Actarus (cori)
- 1978 - Rigel (nell'album Atlas UFO Robot degli Actarus)
- 1978 - Procton (nell'album Atlas UFO Robot degli Actarus)
- 1986 - Le storie di una storia sola (con Toquinho)
- 1990 - Chiama piano (con Pierangelo Bertoli)
- 1990 - Acqua limpida (con Pierangelo Bertoli)
- 1991 - Radici di terra (con Franco Mussida e Angelo Branduardi)
- 1996 - Abbi fede (nella colonna sonora di Dio vede e provvede)
- 1996 - Bambino mio (con Rossana Casale, nell'album Fatto per un mondo migliore)
- 2001 - Adoro quando lo fai (nell'album D'improvviso di Massimo Moriconi)
- 2002 - Petra (con Rossana Casale, nell'album Riflessi - Greatest Hits)
- 2003 - Les nuits d'Afrique (con Paolo Pellegatti, Eugenio Finardi e Giò Di Tonno)
- 2003 - The beat of my heart (con Mamy Maf)
- 2003 - Binario 3 (con Samuele Bersani)
- 2008 - Tu scendi dalle stelle (nell'album Caro papà Natale)
- 2010 - L'aquilone (con Ana Flora)
- 2010 - Amico mio (con Giancarlo Di Muoio)
- 2011 - Il primo uomo sulla neve (con Beppe Donadio)
- 2011 - Tra la vita (nell'album Quando arriva un'emozione)
- 2012 - Stelle negli oroscopi (con Marco Ferradini)
- 2012 - Cento scalini (con Marco Ferradini)
- 2014 - Pianto di mamma terra (nell'album Capo Verde terra d'amore)
- 2014 - Legata ad uno scoglio (nell'album Lelio swing)
- 2016 - Canzone da un minuto (nell'album Il mondo canta Ferrari)
- 2017 - Il pifferaio di Hamelin (nell'album Accarezzami musica)
- 2022 - Ventiventi (nell'album tributo dedicato ad Enzo Jannacci)